# Cronologia da Revolução Constitucionalista de 1932
Esta é uma cronologia da Revolução Constitucionalista de 1932.

## 1930
- 24 de outubro: Militares depõem o presidente Washington Luís. O gaúcho Getúlio Dornelles Vargas marcha à frente dos grupos oposicionistas de Porto Alegre para o Rio de Janeiro, sede do governo federal. Os revoltosos passam pelos estados de Santa Catarina, Paraná e São Paulo.
- 3 de novembro: A Junta Governativa toma o poder e dá posse a Vargas como chefe do governo provisório. Depois de atravessar os Estados de Santa Catarina, Paraná e São Paulo, o ex-presidente (governador) do Rio Grande do Sul desembarca no Palácio do Catete, como líder civil da revolução. Dali sairia apenas em outubro de 1945, ao fim de 15 anos de ditadura. Vargas dissolve o Congresso.

## 1931
- Abril: São Paulo começa a se revoltar contra o governo Vargas. Motim da Força Pública e sucessivos protestos.

## 1932
- 24 de abril: O presidente da República assina a nova Lei Eleitoral. O povo de São Paulo faz um grande comício, na Praça da Sé, exigindo uma nova Constituição e a volta da autonomia do Estado. Os líderes políticos paulistas não aceitavam a nomeação de interventores de outros Estados.
- 25 de fevereiro: O Diário Carioca é depredado por “tenentistas”, pois defende a reconstitucionalização do país. Os “tenentes” faziam parte da Aliança Liberal, chapa de oposição que levou Getúlio ao poder em 1930.
- 30 de abril: Festa dos calouros da Faculdade de Direito do Largo São Francisco, no centro de São Paulo, transforma-se em mais um protesto contra Vargas. Manifestações reuniam intelectuais, estudantes e operários, que reivindicavam as promessas feitas por Vargas ao assumir o governo provisório e a instituição da democracia.
- 23 de maio: Quatro estudantes morrem numa manifestação paulista contra Getúlio Vargas.  Estudantes jovens são Mário Martins de Almeida, Euclides Bueno Miragaia, Dráusio Marcondes de Sousa e Antônio Américo Camargo de Andrade. Com as iniciais de seus nomes surgirá o MMDC, organização que congrega oposicionistas ao governo Vargas e que terá papel fundamental no movimento constitucionalista de 32.
- Agosto: Um quinto estudante, Orlando de Oliveira Alvarenga, ferido no dia 23 de maio, morre no hospital.